# اسرائیل لوپس
اسرائیل لوپس (اسپانیایی: Israel López‎؛ زادهٔ ۲۹ سپتامبر ۱۹۷۴) بازیکن سابق و مربی فوتبال اهل مکزیک است.
از باشگاه‌هایی که در آن بازی کرده‌است می‌توان به باشگاه فوتبال نیکاکسا، باشگاه فوتبال گوادالاخارا، باشگاه فوتبال کروز آزول، باشگاه فوتبال کرتارو، باشگاه فوتبال اونیورسیداد ناسیونال، و باشگاه فوتبال دپورتیوو تولوکا اشاره کرد.
وی همچنین در تیم‌های ملی فوتبال المپیک مکزیک و مکزیک بازی کرده‌است.